# Heliotropium leiocarpum
Heliotropium leiocarpum är en strävbladig växtart som beskrevs av Thomas Morong. Heliotropium leiocarpum ingår i Heliotropsläktet som ingår i familjen strävbladiga växter. Inga underarter finns listade i Catalogue of Life.